# Marjaree Mason Center

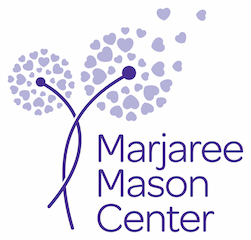
Logo de Marjaree Mason Center.

Marjaree Mason Center es una organización no lucrativa, con fines de refugio, para todas las víctimas de violencia doméstica; su sede se encuentra en la ciudad de Fresno, California. Su nombre proviene de una mujer que vivía en la ciudad de Easton, California, la cual fue asesinada por su exnovio. El centro Marjaree Mason opera uno de los más grandes refugios en California.

## Historia
El centro Marjaree Mason fue creado en 1979 por YWCA-Fresno después que ocurrió el secuestro, violación sexual y asesinato de Marjaree Mason. Como víctima de violencia doméstica, Mason fue asesinada por su novio el cual era un oficial del Alguacil de Fresno.
El centro comenzó con un grupo de voluntarios que creó una línea de ayuda para las víctimas de violencia doméstica. Al mismo tiempo unas habitaciones en la residencia YWCA fueron designadas para ayudar a las mujeres y niños que escapaban de la violencia doméstica. Con el tiempo, los servicios ofrecidos en YWCA-Fresno se fueron enfocando más en violencia doméstica hasta que gradualmente descontinuaron la mayoría de sus programas y se dedicaron totalmente a la ayuda de víctimas de violencia doméstica.
En 1998, la mesa directiva de YWCA-Fresno voto a favor de una afiliación de 94 años con la organización nacional YWCA, y con esto el centro Marjaree Mason se convirtió en una agencia exclusiva para ayudar a víctimas de violencia doméstica.
Todavía con sede en la histórica casa de Einstein en Fresno la antigua oficina de YWCA, el centro maneja una variedad de servicios desde varios lugares en el Condado de Fresno.

## Servicios
La mayoría de los servicios son ofrecidos a víctimas de violencia doméstica y a sus hijos; aunque algunos servicios están diseñados para ayudar a las mujeres sin hogar. Otros son diseñados para crear programas de intervención dirigidos a los delincuentes que cometen violencia doméstica.

### El refugio
El centro Marjaree Mason opera tres refugios en el Condado de Fresno. Estos refugios abrigan principalmente mujeres y niños que se creen son víctimas de violencia doméstica.

#### Refugio de emergencia
El refugio de emergencia es uno de los más antiguos y su ubicación se mantiene de una forma confidencial en la ciudad de Fresno. El refugio mide 1,986 m² y contiene 93 camas en 40 cuartos y se mantiene con personal las 24 horas del día.
El refugio de emergencia ofrece un centro de entretenimiento en donde los niños pueden jugar, aprender y participar en actividades organizadas por el personal del lugar.

##### Vivienda refugio
También se encuentra en Fresno una vivienda que es un refugio de transición en donde las víctimas se preparan a salir adelante por su cuenta.

##### La casa de Reedley
La casa de Reedley es un refugio de 18 camas que se encuentra ubicado en la ciudad de Reedley, California.

### Línea de ayuda
La línea de ayuda se encuentra atendida las 24 horas del día.

### Terapia
Ubicados en las oficinas administrativas del centro Marjaree Mason, se encuentran terapeutas que tratan a las víctimas de violencia doméstica. El centro Marjaree Mason ofrece consultas en grupo o individuales para niños y adultos.

### Abogacía
El centro Marjaree Mason cuenta con defensores que tienen oficinas tanto en la sede de la policía de Fresno y la del alguacil de Fresno. Ellos viajan con los detectives a visitar a las presuntas víctimas y también pueden acompañar a las víctimas cuando se presenten ante un tribunal.

### Educación
El centro Marjaree Mason ofrece una clase de opción jurídica, una clase para padres y otra conocida como S.A.F.E. Group. En la clase de opción jurídica se enseña información sobre órdenes de restricción, cargos criminales y cuestiones de custodia. La clase para padres se enfoca en promover ideas positivas de cómo ser buen padre. Mientras tanto la clase de S.A.F.E. Group provee información general sobre la violencia doméstica. También se les invita a todos los que habitan en el refugio Marjaree Mason a tomar parte de clases sobre cómo mejorar su vida, clases de nutrición y cocina.

### Asistencia legal
Los defensores que se encuentran en el centro Marjaree Mason ayudan a las víctimas de violencia doméstica en la obtención de órdenes de restricción. De igual forma los protectores ofrecen acompañamiento a la corte.

### Capacitación
Tres veces al año el centro Marjaree Mason ofrece un curso de 40 horas sobre cómo ayudar a las víctimas de violencia doméstica. Este curso cumple con los requisitos de certificación del estado de California para prestar servicios directos a víctimas de violencia doméstica.

### Presentaciones de información
Los defensores del centro Marjaree Mason ofrecen presentaciones en donde se da información sobre violencia doméstica y los servicios de violencia doméstica disponibles en el condado de Fresno. Las presentaciones enseñan las señales de violencia doméstica y qué hacer si usted cree que alguien puede ser una víctima. Estas presentaciones son usualmente realizadas para las escuelas, los proveedores de salud, policías, funcionarios judiciales, proveedores de servicios sociales y otras partes interesadas que puedan estar en condiciones de ayudar a las víctimas de la violencia doméstica.

### kNOw MORE
El programa kNOw MORE trabaja con escuelas preparatorias y primarias para ofrecer servicios que prevengan la violencia durante el noviazgo. El programa comenzó como parte del departamento de salud pública del condado de Fresno, pero en el 2008, la falta de fondos financieros obligó al condado a abandonar el proyecto. Fue entonces cuando el centro Marjaree Mason tomó el cargo y la administración del programa kNOw MORE.
El programa kNOw MORE está formado por miembros del centro Marjaree Mason quienes enseñan a maestros a ser facilitadores del programa y a estudiantes a ser educadores del mismo. Posteriormente, los estudiantes viajan de escuela en escuela para presentar los ideales del programa a todos los estudiantes en general.
El programa kNOw MORE opera en más de 15 escuelas preparatorias y en más de 10 escuelas primarias en el condado de Fresno. El programa llega a más de 15,000 jóvenes del condado de Fresno cada año.

### Programa de intervención para los agresores
Situado en una instalación separada de los servicios para mujeres maltratadas, el programa de intervención para los agresores, por lo general ordenado por la corte, consiste en clases que duran un máximo de 52 semanas.

## Estadísticas

### Estadísticas de diciembre del 2007 año fiscal 2006-2007 sobre el centro Marjaree Mason
- 4,305 total de víctimas a las que se les ofreció asistencia.
- 910 mujeres y niños a los que se les ofrecieron alojamiento.
- 42,696 noches de alojamiento ofrecidas.
- 80,466 comidas ofrecidas.
- 4,709 sesiones de terapias ofrecidas a 733 clientes no duplicados.
- 1,989 víctimas que se les ofreció ayuda legal.
- Alojamiento y servicios de apoyo previstos para una de las víctimas a un cobro de $64 por noche.

### Estadísticas para el año fiscal 2008-2009 del centro Marjaree Mason
- 4,828 el total de clientes no duplicados.
- 2,112 víctimas que fueron proveídas con asistencia legal.
- 82,263 comidas proveídas.
- 27,421 noches de alojamiento de emergencia.
- 14,448 noches de alojamiento transitorio.
- Promedio de estancia en el refugio de emergencia: 37 días.
- Promedio de estancia en el refugio transitorio:
  - Refugio en Reedley: 94 días.
  - Refugio vivienda: 111 días.
  - Siguiente paso: 184 días.

### Información demográfica
Del total, clientes de la agencia en el año fiscal 2008/2009:
- 86 % mujeres;
- 14 % hombres.

La demografía de los clientes cambia drásticamente cuando se compara los clientes de la agencia en su totalidad con los que se ayudaron solo en los refugios Marjaree Mason. De todos los clientes ayudados en el año fiscal 2008/2009:
- 77 % mujeres;
- 23 % hombres (jóvenes que son hijos de las víctimas).

Casi el 60 % de los clientes del refugio son niños, con la inmensa mayoría teniendo 5 años o menos, muchos son infantes.
Aunque la mayoría de los clientes en el centro Marjaree Mason son menores de 34 años de edad, los grupos étnicos de los que forman parte demuestran la diversidad del condado de Fresno; tal y como se señala en las gráficas de al lado.